# Víktor Sadóvnitxi
Víktor Antónovitx Sadóvnitxi (en rus: Виктор Антонович Садовничий); nascut el 3 d'abril de 1939) és un matemàtic rus, guanyador del Premi Estatal de l'URSS de 1989. Des de 1992 ha estat rector de la Universitat Estatal de Moscou.